# Аксёново (Вологодский район)
Аксёново — деревня в Вологодском районе Вологодской области.
Входит в состав Старосельского сельского поселения, с точки зрения административно-территориального деления — в Старосельский сельсовет.
Расстояние по автодороге до районного центра Вологды — 32 км, до центра муниципального образования Стризнево — 7 км. Ближайшие населённые пункты — Лифино, Харитоново, Яскино, Пахталово.
По переписи 2002 года население — 10 человек.
Деревня находится на возвышенности , рядом протекает река Тошня.